# 小林深緑郎
小林 深緑郎（こばやし しんろくろう、1949年7月18日 - 2024年9月1日）は、日本の編集者、ライター、コラムニスト、ラグビー解説者、ラグビージャーナリスト。東京都生まれ。スティーブ小林と呼ばれることがある。

## 来歴
学生時代は陸上競技をしていた。立教大学卒業。
大学卒業後は、貿易商社に勤務したのち画家になる。その後ラグビーワールドカップ1987で取材。これ以降全大会取材している。
1989年からラグビーマガジンでコラムを連載、さらに1998年よりJ SPORTSでラグビー解説を務めていた。
2024年9月1日、心不全のため死去。75歳没。

## 著作
- 世界ラグビー基礎知識 （ベースボール・マガジン社）ISBN 4-583-03768-6

## 出演番組

### テレビ
- J SPORTSラグビー中継（J SPORTS）